# Ballı Börek
Ballı Börek (deutsch Honigstrudel) ist ein traditionelles anatolisches Essen, dem in der Volksmedizin eine kräftigende Wirkung nachgesagt wird. Der Börek-Teig wird z. B. mit gestoßenen Haselnusskernen, Zimt und schwarzem Pfeffer bestreut und mit gesiebtem Honig begossen. Nach traditionellem Brauch wird Ballı Börek abends gegessen. Der Verzehr durch ältere Menschen wird in einigen Gegenden als unpassend oder schädlich betrachtet. In der Region Trabzon wird Ballı Börek einige Tage vor der Hochzeit gegessen. Frauen stellen Ballı Börek her und schicken ihn dem künftigen Schwiegersohn. Bei der Herstellung gibt es einen traditionellen Wechselgesang zwischen den Familien von Braut und Bräutigam, bei dem Männer nicht zugelassen sind. Man hält die Zubereitung auch vor der Mutter des Bräutigams geheim.